# Galerie bratří Špillarů

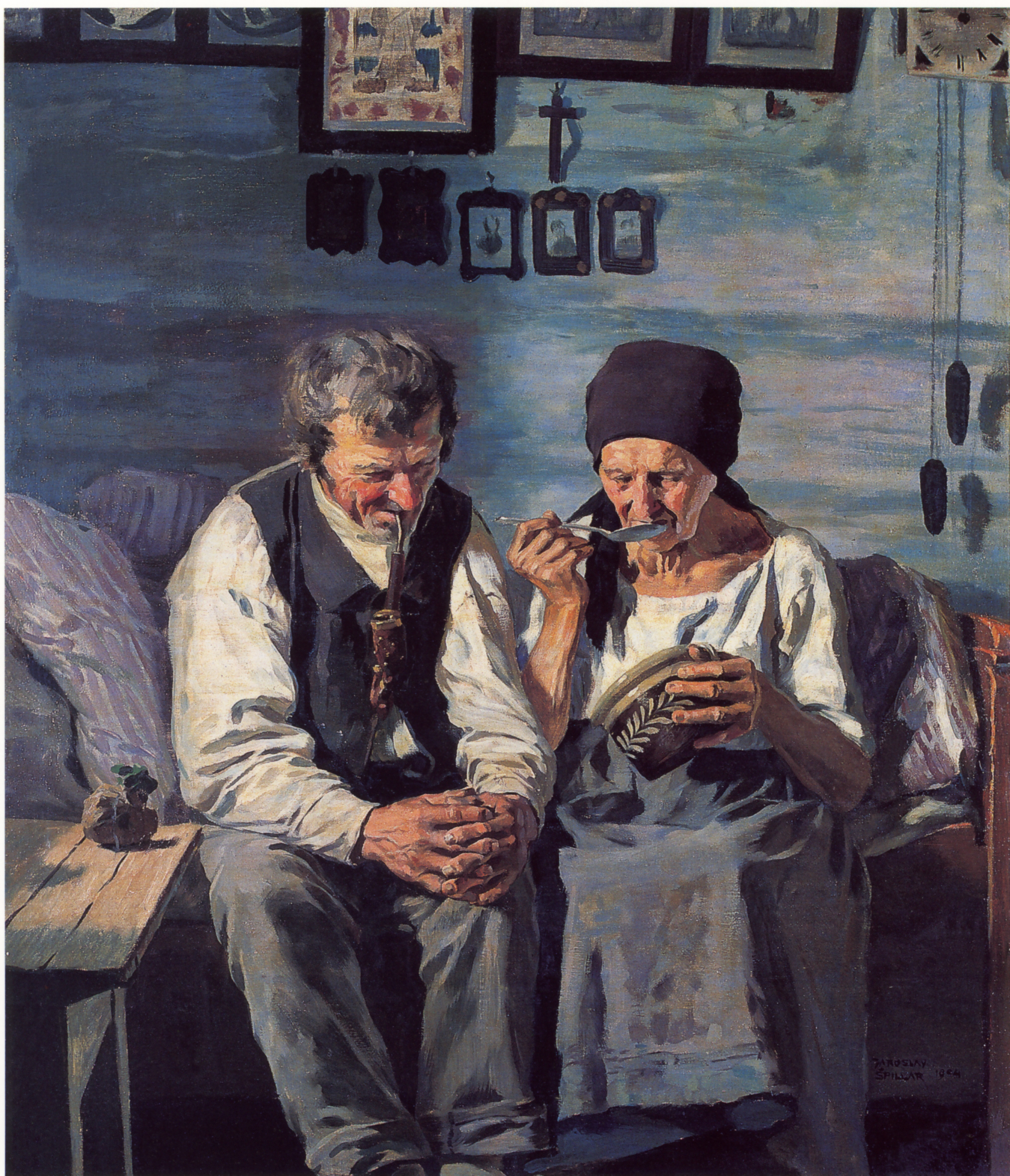
Jaroslav Špillar:
Výměnkáři (1904), olej na plátně
(Domažlice, Galerie bratří Špillarů)

Galerie bratří Špillarů je součástí Muzea Chodska v Domažlicích. Stálá část expozice je věnována tvorbě malířů Jaroslava, Karla a Rudolfa Špillarových, kteří jsou svými pracemi a životem spojeni s chodským regionem. Obrazy Jaroslava Špillara (Výměnkáři, Robota, Masopust, Svatba, Nedorozumění a další), jsou cenné nejen pro své malířské zpracování, ale také jako významné etnografické dokumenty. Druhá část galerie je věnovaná výstavám současných českých a zahraničních umělců. 

## Historie
Galerie svou výstavní činnost zahájila v roce 1970, kdy byla na zámku v Trhanově otevřena výstavní síň s názvem Galerie bratří Špillarů. Protože prostory zámku výstavním účelům dlouhodobě nevyhovovaly, byla činnost galerie v roce 1994 pozastavena, obrazy odvezeny do Domažlic a od roku 1996 zpřístupněny v nové budově v ulici Msgre. B. Staška č.p. 265. Součástí galerie byl i prostor pro příležitostné výstavy. V roce 2016 se galerie, včetně rozsáhlého depozitáře obrazů, finálně přestěhovala do nově opravené budovy Muzea Jindřicha Jindřicha v Husově třídě č.p. 61, kde důstojně prezentuje díla bratří Špillarů, ale i současných výtvarných umělců z Čech i zahraničí.
Galerii bratří Špillarů vedl mezi roky 1990–2016 domažlický výtvarník Václav Sika, na jehož místo nastoupila dlouholetá pracovnice galerie MgA. Slávka Štrbová.
Zřizovatelem Muzea Chodska je Plzeňský kraj. V Galerii je postupně budována sbírka obrazů a grafiky 18. až 20. století. Mezi nejcennější díla ve sbírce patří práce Josefa Váchala, Josefa Lady, Vojtěcha Hynaise, Mikoláše Alše, Františka Ženíška, Alfonse Muchy či Václava Hollara. V současné době je ve sbírkách přes 8 tisíc grafik a obrazů.

## Výběr výstav

### 2002
Michael Rittstein – „Průvodce po koupalištích“

### 2005
Milan Knížák – krajiny, obrazy

### 2007
Miloslav a Olga Hejných - plastiky, kresby, ilustrace

### 2010
Bořek Šípek – sklo, výbor z díla (v rámci sympozia Tusta Vitrae)

### 2014
Alžběta Skálová – ilustrace

### 2018
Toni Scheubeck – objekty a instalace
Vladimír Komárek – obrazy

### 2019
Květa Monhartová

### 2020
Vojtěch Aubrecht - Intervals of Seeing

### 2021
Adam Jílek - Nový Začátek
Jiří Slíva - Humor v grafice (plánovaná)